# Avstrijska ljudska stranka
Avstrijska ljudska stranka (nemško: Österreichische Volkspartei; ÖVP), je krščansko-demokratska in liberalno-konservativna politična stranka v Avstriji, ustanovljena 17. aprila 1945.
Trenutno je druga največja stranka v avstrijskem državnem svetu. Sedež ima v vseh devetih avstrijskih deželah in je del vlade v sedmih, od tega jih vodi šest. ÖVP je članica Mednarodne demokratične zveze in Evropske ljudske stranke. V Evropskem parlamentu ima pet od 20 avstrijskih evropskih poslancev.

## Zgodovina
Kot neuradni naslednik Krščansko-socialne stranke s konca 19. in začetka 20. stoletja je bila ÖVP ustanovljena takoj po ponovni ustanovitvi Republike Avstrije leta 1945. Od takrat je ena od dveh tradicionalnih strank v Avstriji, poleg Avstrijske socialdemokratske stranke (SPÖ). Bila je najbolj priljubljena stranka do leta 1970 in je tradicionalno vladala v veliki koaliciji s SPÖ. Bila je starejši partner v velikih koalicijah od leta 1945 do 1966 in mlajši partner od 1986 do 2000 in 2007–2017. Tudi ÖVP je na kratko vladala sama, in sicer od leta 1966 do 1970. Po volitvah leta 1999 je stranka oblikovala koalicijo z Avstrijsko svobodnjaško stranko (FPÖ) do leta 2003, ko je bila oblikovana koalicija z razcepljeno zvezo FPÖ za prihodnost Avstrije, ki je obstajala do leta 2007.
Stranka je spremenila svojo podobo, potem ko je predsednik postal Sebastian Kurz, ki je iz tradicionalne črne spremenil barvo v turkizno in sprejel nadomestno ime Nova ljudska stranka (nemško: Die neue Volkspartei). Po volitvah leta 2017 je postala največja stranka in oblikovala koalicijsko vlado s FPÖ. Ta se je osemnajst mesecev kasneje zrušila, kar je privedlo do volitev leta 2019, po katerih je ÖVP sestavila novo koalicijo z Zelenimi. Na Kurza so konec poletja 2021 padli očitki, da je sodeloval pri podkupovanju nekaterih medijev za prirejanje rezultatov javnega mnenja. Zaradi očitkov je sestopil z mesta kanclerja, kjer ga je zamenjal zunanji minister Alexander Schallenberg. Kurz se je 2. decembra 2021 odločil umakniti iz politike, na mestu predsednika stranke ga je kot vršilec dolžnosti nasledil takratni notranji minister Karl Nehammer, ki je 6. decembra 2021 prevzel še mesto zveznega kanclerja. Nehammer je bil na mesto predsednika stranke uradno izvoljen na kongresu 14. maja 2022.
Na zveznih volitvah leta septembra 2024 je ljudska stranka dosegla drugi rezultat, a sprva zavrnila sodelovanje z zmagovalko voilitev Svobodnjaško stranko. Ljudska stranka je vodila koalicijska pogajanja s SPÖ in NEOS, a so pogovori naposled propadli, Nehammer pa je odstopil kot kancler in predsednik stranke. Začasno ga je na kanclerskem mestu nasledil zunanji minister Alexander Schallenberg, na mestu vodje stranke pa Christian Stocker, ki je nato vodil tudi koalicijske pogovore. Vstopil je v pogajanja s Svobodnjaki, a so tudi ta pogajanja niso bila uspešna. Stocker je zato znova poskusil koalicijo oblikovati s SPÖ in NEOS. Prva tristrankarska vlada v moderni avstrijski zgodovini je prisegla 3. marca 2025.

## Voditelji stranke
Spodnji grafikon prikazuje kronološki pregled predsednikov ÖVP in avstrijskih kanclerjev. Leva črna vrstica prikazuje vse predsednike (Bundesparteiobleute, skrajšano CP) stranke ÖVP, desna pa sestav avstrijske vlade v tistem času. Rdeči (SPÖ) in črni (ÖVP) barvi nakazujeta stranko, ki je vodila zvezno vlado (Bundesregierung). Prikazani so priimki ustreznih kanclerjev, rimska številka pa označuje vlade. 

## Rezultati volitev

### Parlament
| Leto | Število glasov | %      | Število sedežev |
| ---- | -------------- | ------ | --------------- |
| 1945 | 1.602.227 (1.) | 49,8 % | 85 (1.)         |
| 1949 | 1.846.581 (1.) | 44,0 % | 77 (1.)         |
| 1953 | 1.781.777 (2.) | 41,3 % | 74 (2.)         |
| 1956 | 1.999.986 (1.) | 46,0 % | 82 (1.)         |
| 1959 | 1.928.043 (2.) | 44,2 % | 79 (2.)         |
| 1962 | 2.024.501 (1.) | 45,4 % | 81 (1.)         |
| 1966 | 2.191.109 (1.) | 48,3 % | 85 (1.)         |
| 1970 | 2.051.012 (2.) | 44,7 % | 78 (2.)         |
| 1971 | 1.964.713 (2.) | 43,1 % | 80 (2.)         |
| 1975 | 1.981.291 (2.) | 42,9 % | 80 (2.)         |
| 1979 | 1.981.739 (2.) | 41,9 % | 77 (2.)         |
| 1983 | 2.097.808 (2.) | 43,2 % | 81 (2.)         |
| 1986 | 2.003.663 (2.) | 41,3 % | 77 (2.)         |
| 1990 | 1.508.600 (2.) | 32,1 % | 60 (2.)         |
| 1994 | 1.281.846 (2.) | 27,7 % | 52 (2.)         |
| 1995 | 1.370.510 (2.) | 28,3 % | 52 (2.)         |
| 1999 | 1.243.672 (3.) | 26,9 % | 52 (3.)         |
| 2002 | 2.076.833 (1.) | 42,3 % | 79 (1.)         |
| 2006 | 1.616.493 (2.) | 34,3 % | 66 (2.)         |
| 2008 | 1.269.656 (2.) | 26,0 % | 51 (2.)         |
| 2013 | 1.125.876 (2.) | 24,0 % | 47 (2.)         |
| 2017 | 1.341.930 (1.) | 31,4 % | 62 (1.)         |
| 2019 | 1.789.417 (1.) | 37,5 % | 71 (1.)         |

### Evropski parlament
| Leto | Število glasov | %      | Število sedežev |
| ---- | -------------- | ------ | --------------- |
| 1996 | 1.124.921 (1.) | 29,7 % | 7               |
| 1999 | 859.175 (2.)   | 30,7 % | 7               |
| 2004 | 817.716 (2.)   | 32,7 % | 6               |
| 2009 | 858.921 (1.)   | 30,0 % | 6               |
| 2014 | 761.896 (1.)   | 27,0 % | 5               |
| 2019 | 1.305.954 (1.) | 34,6 % | 7               |